# Kirot
Kirot (prt: Kirot; bra: Lado a Lado com um Assassino) é um filme de ação e drama franco-israelo-americano de 2009, dirigido por Danny Lerner. O idioma principal é o inglês, com muitas cenas em russo e hebraico legendadas em inglês.

## Sinopse
Galia é uma ucraniana que vive em Israel. Ela trabalha como assassina de aluguel para traficantes israelenses de mulheres para poder rever sua filha de cinco anos. Elinor trabalha como balconista e sofre abusos diários de um homem. Depois que Elinor descobre que está grávida e Galia percebe que não verá a filha até que ela se liberte da máfia, as duas tentam escapar.

## Elenco
| Ator                  | Personagem                 | Detalhes             |
| --------------------- | -------------------------- | -------------------- |
| Olga Kurylenko        | Galia                      | Assassina de aluguel |
| Ninet Tayeb           | Eleanor                    |                      |
| Vladimir Friedman     | Mishka                     |                      |
| Liron Levo            | Roni                       |                      |
| Shalom Micahelashvili | Michael                    |                      |
| Zohar Strauss         | Marido violento de Eleanor |                      |
| Jana Gore             | Nina                       |                      |
| Hanry David           | Peter                      |                      |
| Roy Assaf             | Shay                       |                      |
| Raymond Amsalem       | Blanit                     |                      |
| Ester Rada            | Barbie                     |                      |

## Recepção
Hanna Brown, do The Jerusalem Post, deu 4 estrelas e elogia o estilo do filme, especialmente a atuação de Olga Kurylenko, mas critica o tom e sente que "a violência ameaça, às vezes, descarrilar o filme inteiro". A cinematografia é qualificada como eletrizante e provida de emoção - "[Danny Lerner] é como Tarantino com coração" - e a atuação como soberba. A violência chega a incomodar o telespectador, com mulheres sendo espancadas e torturadas em cenas que se estendem ao ponto do desconforto, e a amizade das duas protagonistas parece artificial demais em certos momentos.